# Zurab Kintsurasjvili
Zurab Kintsurasjvili (georgiska: ზურაბ კინწურაშვილი), född 19 februari 2002, är en georgisk taekwondoutövare. 

## Karriär
I juni 2023 tog Kintsurasjvili guld i 74 kg-klassen vid europeiska spelen i Kraków-Małopolska efter att ha besegrat bosniske Nedžad Husić i finalen. I maj 2024 tog han silver i 74 kg-klassen vid EM i Belgrad efter en finalförlust mot spanske Daniel Quesada.
Vid sommaruniversiaden 2025 i Essen tog Kintsurasjvili guld i 74 kg-klassen efter att ha besegrat brasilianske Vinicius Assis Matos i finalen.